# Гольстен, Карл
Карл Кристиан Иоганн Гольстен (нем. Karl Christian Johann Holsten; 1825—1897) — немецкий педагог и протестантский богослов.

## Биография
Получив среднее образование, Карл Гольстен с 1843 года продолжал обучение на кафедрах теологии и филологии в университетах Лейпцига, Берлина и Ростока. В 1853 году получил степень доктора наук. Окончив университетский курс, на протяжении восемнадцати лет преподавал в школе религиозные предметы, а также греческий и немецкий языки.
Позднее стал профессором богословия сначала в Бернском университете (1871), а затем возглавил кафедру теологии в Гейдельбергском университете (1876). 
Среди его трудов наиболее известны: «Der Brief an die Philipper. Eine exegetisch-kritische Studie» (1875-1876); «Zum Evangelium des Paulus und Petrus» (1868) — сборник критических и экзегетических сочинений; «Das Evangelium des Paulus» (1881); «Die drei ursprünglichen noch ungeschriebenen Evangelien» (1885); «Die synoptischen Evangelien nach der Form ihres Inhalts» (1886); «Ursprüng und Wesen der Religion» (1886 год).